# 摩拉瓦攻勢
摩拉瓦攻勢是指由保加利亚第一集团军于1915年10月14日至11月9日期间向塞尔维亚王国发起的一轮战略进攻行动。

## 经过
1915年9月6日，德国和保加利亚签署同盟条约，保加利亚加入德奥方面，参加第一次世界大战。条约中德国保证保加利亚取得马其顿所谓的争议地区和非争议地区，以及塞尔维亚在摩拉瓦河沿岸的一部分领土，作为对保加利亚出兵攻击塞尔维亚的报酬。
1915年10月14日，在保加利亚中將克利门特·博亚吉耶夫的统领下，保加利亚第一集团军向前线的塞尔维亚军队发动了全面进攻，在攻势刚开始的一段时间里，保加利亚人受天气、塞尔维亚人的积极抵抗及复杂的地形等原因进展缓慢。但随着保加利亚人逐步开往前线，塞尔维亚人寡不敌众，防线在皮罗特一带被保加利亚军突破。保加利亚人从塞尔维亚人手中夺得了皮罗特、尼什及大摩拉瓦河沿岸等地的要塞区域，迫使塞尔维亚军沿科索沃和梅托希亚自治省方向撤退至蒂莫克河一带。
该轮攻势共持续了27天，保加利亚将塞尔维亚前线向后推了约90公里，接连占领弗拉涅、库马诺沃、斯科普里等地，并击退前来增援的英法联军。塞尔维亚人在摩拉瓦攻势中损失了约6000名士兵，60门大炮及大量的军事装备。

## 引用
1. ↑  Българската армия в Световната война, vol. II , pag. 892–905; Държавна печатница,София 1938
2. ↑  Българската армия в Световната война, vol. II , pag. 918–921; Държавна печатница,София 1938
3. ↑  Българската армия в Световната война, vol. IV , pag. 1028; Държавна печатница,София 1940
4. ↑  李霁编译. . 北京：生活·读书·新知三联书店. 2012: 116. ISBN 978-7-108-03903-3.
5. ↑  丁建弘，孙仁宗主编. . 杭州：浙江人民出版社. 1988.08: 792. ISBN 7-213-00125-6.
6. ↑  Атанас Пейчев и колектив, 1300 години на стража, Военно издателство, София 1984.